# John Uzzell Edwards
John Uzzell Edwards (10. října 1934 – 5. března 2014) byl velšský expresionistický malíř. Narodil se ve vesnici Deri na jihu Walesu jako jediný potomek místního horníka. Roku 1957 se přestěhoval do Paříže, kde vyvíjel svůj zájem o malířství. Později se vrátil zpět do Walesu. V roce 1968 získal ocenění Prix de Rome, které mu umožnilo studovat na Britské škole v Římě. Ve svém díle se často věnoval velšským tématům, vedle jeho historie se zabýval i jeho průmyslovou krajinou. V roce 1988 získal cestovní stipendium od organizace Arts Council of Wales, díky kterému mohl studovat keltské umění v Evropě. Dvakrát získal ocenění National Eisteddfod of Wales. Sám o sobě prohlašoval, že rozvíjí své umění vyhýbáním studiím na uměleckých školách. Zemřel roku 2014 ve věku 79 let. Jeho synem byl výtvarník Charles Uzzell Edwards, který se věnuje tvorbě graffiti.